# Палаванский стахирис
Палаванский стахирис (лат. Zosterornis hypogrammicus) — вид воробьиных птиц из семейства белоглазковых (Zosteropidae).
Естественной средой обитания палаванского стахириса являются влажные субтропические и тропические горные леса.
Эндемик острова Палаван (Филиппины). Угрозу для вида представляет перспектива утраты мест обитания. МСОП присвоил ему охранный статус «Вызывающие наименьшие опасения» (LC).